# Брниця (Жалець)
Брниця (словен. Brnica) — поселення в общині Жалець, Савинський регіон, Словенія. 
Висота над рівнем моря: 419,9 м.